# هانيلور بارون
هانيلور بارون (بالألمانية: Hannelore Baron)‏ هي فنانة ألمانية، ولدت في 8 يونيو 1926 في ديلينغن في ألمانيا، وتوفيت في 28 أبريل 1987 في نيويورك في الولايات المتحدة.

## معرض صور
- ملف:Hannelore Baron (1926-1987), Untitled, 1986.